# Estación de Santelices
Santelices fue una estación ferroviaria situado en la localidad española de Santelices, dentro del término municipal de Merindad de Valdeporres, que formaba parte del ferrocarril Santander-Mediterráneo. También tuvo la condición de apartadero, siendo la penúltima parada de la línea.

## Situación ferroviaria
Las instalaciones se encontraban situadas en el punto kilómetro 363,8 de la línea férrea de ancho ibérico Santander-Mediterráneo, a 689 metros de altitud sobre el nivel del mar.

## Historia
Construida por la Compañía del Ferrocarril Santander-Mediterráneo, entraría en servicio en noviembre de 1930 con la inauguración del tramo Trespaderne-Cidad. Era la última parada antes de Cidad-Dosante, término de la línea. En 1941, con la nacionalización de los ferrocarriles de ancho ibérico, las instalaciones pasaron a manos de RENFE. A partir de 1966 los servicios de viajeros del tramo Trespaderne-Cidad pasaron a tener en la estación de Villarcayo su última parada. Ello supondría que el tramo Santelices-Cidad acabara quedando inactivo, si bien las instalaciones de Santelices se utilizaron como apartadero de vagones hasta comienzos de la década de 1980. El ferrocarril Santander-Mediterráneo sería clausurado al tráfico el 1 de enero de 1985. 